# Dani Filth
Dani Filth (nacido Daniel Lloyd Davey), es el principal compositor, letrista, vocalista y miembro fundador de la banda británica de metal extremo Cradle of Filth.

## Biografía
Dani, hijo de Susan Janet Moore y Lawrence John Davey, nació en Hertford, Inglaterra, siendo el mayor de cuatro hijos. Dani tiene dos hermanas, Amanda (n. 1975) y Rachel (n. 1978), y un hermano, Phillip (b.1981). Sus primeras bandas fueron Carnival Fruitcake, The Lemon Grove Kids, PDA y Feast of Excrement, y ha nombrado a Iron Maiden, Black Sabbath, Motörhead, Metallica, Venom, Emperor, Destruction, Judas Priest, Sodom, Kreator, Slayer, Cannibal Corpse, Dio, Running Wild, The Misfits y a la película The Nightmare Before Christmas del director Tim Burton entre sus principales influencias. A la edad de dieciocho, Filth tuvo un empleo en un restaurante chino. Más tarde optó por una carrera en la música en lugar de una pasantía en un periódico, aunque su columna para la revista Metal Hammer, «Dani's Inferno» fue publicada durante dos años a finales de la década de 1990.
El 31 de octubre de 2005 desposo a su novia Toni King, en Ipswich, y los dos comparten una hija, Luna Scarlett (n. 8 de febrero de 1999).
Actualmente radica en Suffolk, Inglaterra, y coescribe «The Gospel of Filth» (El Evangelio de la Suciedad) con Gavin Baddeley. Ha sido acusado muchas veces de ser un satanista, pero ha denunciado tales rumores, afírmando que es más «luciferano» que satanista.
Fuera de la banda, Dani apareció en el CD, Roadrunner United en 2005 (contribuyendo con su voz en Dawn of a Golden Age o El alba de una Edad de Oro), su alto perfil también ha contribuido a que obtenga un puñado de papeles de cine y televisión. En 2003, proveyó su voz al protagonista homónimo del largometraje de animación Dominator.
Luego de la producción de Godspeed On The Devil’s Thunder, fue llamado por diferentes disqueras para realizar diferentes trabajos musicales en el ámbito comercial de Latinoamérica encabezando así las listas de trabajos más exitosos en el mercado, sobresaliendo, principalmente por el trabajo realizado en el país de Argentina, junto a la agrupación de punk melódico Policarpa, en el cual se destaca la participación de diferentes jóvenes de toda Latinoamérica con el fin de dar a conocer nuevos jóvenes talentos.
A finales de 2010, la ciudad de Suffolk convocó un concurso para nombrar lo que hace pensar en Suffolk por el mundo, el Suffolk Icon. Una de las cosas que eligió el público mediante la web oficial, fue a Dani Filth, que ganó por aplastante mayoría grácias al voto popular, que le dio seis veces más votos que a cualquier otro emblema. Pero después de todo esto, Dani Filth no salió ganador gracias a la censura del evento, ya que sus organizadores opinan que este personaje público no da buena fama a la ciudad.
En el año 2018 se divorció de Toni King y actualmente se encuentra en una relación con la tatuadora Rusa Sofiya Belousova.

## Cradle of Filth
En el año 2001 apareció en la película Cradle of Fear en el papel de «The Man» (El Hombre) - un trastornado psicópata en busca de venganza de los perseguidores de su padre. Teniendo como coprotagonistas a David McEwen, Edmund Dehn, Emily Booth, Brigilin Blanco, Eileen Daly, Rebecca Eden y Emma Rice. Un homenaje a la antología de Asylum, de producciones Amicus. Cradle of Fear desarrolla cuatro historias unidas por medio de un asesino de niños, causando estragos sobre los responsables de su encarcelamiento. El lema de la película en algunos carteles fue, «No es cuestión de si morirán... Sino de como!»

## Discografía
| Fecha de lanzamiento     | Título                                   | Heatseekers | Top Independent Albums | The Billboard 200 |  |
| ------------------------ | ---------------------------------------- | ----------- | ---------------------- | ----------------- |  |
| 1994                     | The Principle of Evil Made Flesh         |             |                        |                   |  |
| 21 de enero de 1997      | Dusk... and Her Embrace                  |             |                        |                   |  |
| 5 de mayo de 1998        | Cruelty and the Beast                    |             |                        |                   |  |
| 14 de noviembre de 2000  | Midian                                   | #21         |                        |                   |  |
| 22 de mayo de 2001       | Bitter Suites to Succubi                 |             |                        |                   |  |
| 25 de marzo de 2003      | Damnation and a Day                      | #3          | #8                     | #140              |  |
| 28 de septiembre de 2004 | Nymphetamine                             |             |                        | #89               |  |
| 17 de octubre de 2006    | Thornography                             |             | #66                    | #66               |  |
| 15 de mayo de 2007       | Eleven Burial Masses                     |             |                        |                   |  |
| 28 de octubre de 2008    | Godspeed On The Devil’s Thunder          |             |                        | #48               |  |
| 1 de octubre de 2010     | Darkly, Darkly, Venus Aversa             |             |                        |                   |  |
| 29 de octubre de 2012    | The Manticore and Other Horrors          |             |                        |                   |  |
| 10 de julio de 2015      | Hammer of the Witches                    |             |                        |                   |  |
| 22 de septiembre de 2017 | Cryptoriana - The Seductiveness of Decay |             |                        |                   |  |